# Bắn nhiễu
Bắn nhiễu một hình thức hỏa lực gián tiếp, súng bắn theo một quỹ đạo, rơi xuống mục tiêu từ trên cao. Bắn theo quỹ đạo cao được sử dụng để đạt được tầm xa và có thể được sử dụng một cách có chủ ý để tấn công mục tiêu không dễ bị bắn trực tiếp hoặc song song do không nằm trong tầm nhìn trực tiếp.
Trong chiến tranh hải quân, đạn pháo thường được sử dụng để xuyên thủng lớp giáp boong mỏng hơn của tàu địch thay vì bắn thẳng vào bề mặt bọc thép nặng nề bên sườn tàu chiến.
Bắn nhiễu trong chiến tranh trên bộ cho phép tấn công mục tiêu không nằm trong tầm nhìn trực tiếp, ví dụ như trên ngọn đồi của một ngọn đồi đang phòng thủ ngược dốc. Các loại pháo và súng cối được thiết kế cho mục đích này. Súng máy và súng phóng lựu cũng có thể được sử dụng.